# 亨利一世 (賽普勒斯)
亨利一世（Henry I of Cyprus，1217年5月3日—1253年1月18日），賽普勒斯國王，1218年至1253年在位。
1250年，亨利一世與安條克親王博希蒙德五世的女兒普蕾桑絲結婚，兩人的兒子于格二世於亨利一世死後繼位為賽普勒斯國王。